# Во-ле-Віконт
Во або замок Во або замок Во-ле-Віконт (фр. Château de Vaux-le-Vicomte) — рівнозначні назви замку XVII століття за 55 км від Парижа, поблизу містечка і замку Фонтенбло. Першим замовником будівництва і володарем замку Во був Ніколя Фуке, міністр фінансів Франції.

## Ніколя Фуке

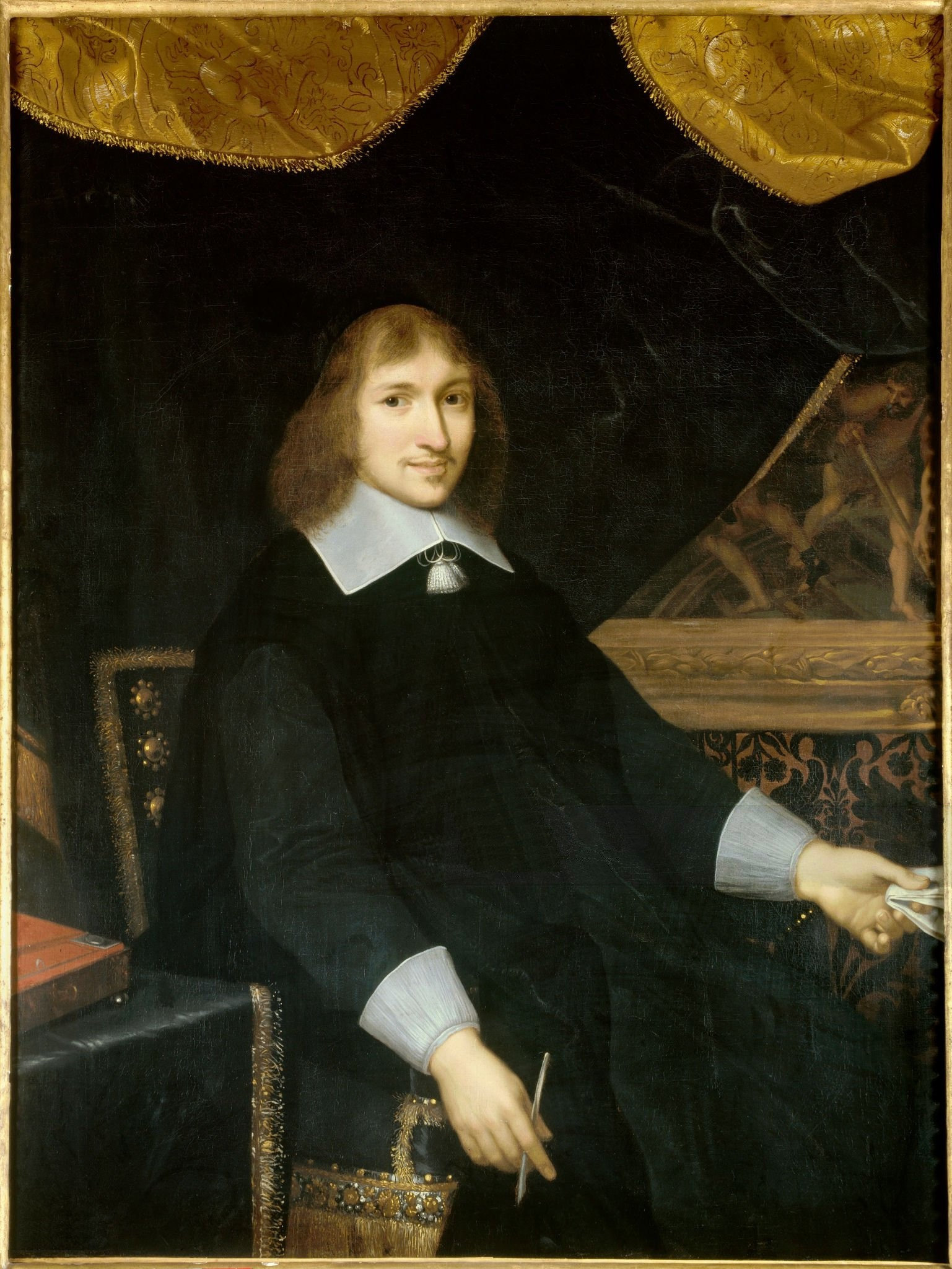
Худ Едуард Лакретель, Николя Фуке

Походить з департаменту Бретань. На бретонській мові Fouquet означає вивірка (білка). Мав цю спритну тваринку на своєму гербі.
Мав покровителя в особі кардинала Мазаріні, при нагоді перешкодив конфіскації майна кардинала і зробив все можливе заради повернення Мазаріні до Парижа. Той був фактичним володарем Франції після смерті кардинала Рішєльє до повноліття короля Луї XIV.
1650 року Фуке купує посаду головного прокурора при парламенті Парижа. Мазаріні у 1653 р. віддячив своєму захиснику посадою суперінтенданта фінансів. Казнокрадіїв було багато і до Фуке, і після. Він — один з них. Але Фуке виділявся освітою, витонченими смаками і невгамовною жагою до відкриття талантів.
Необачність Фуке призвела до суперництва з молодим королем і, навіть, залицяннями до коханки короля Луїзи де Лавальєр. Авантюрний Фуке не розгледів у зв'язку короля і пані Лавальєр справжнього почуття довготривалого кохання. Король зачаївся. Але зазіхань на свою владу і своє кохання вже не пробачив. Розгніваний пишним святом і багатою резиденцією підлеглого чиновника Фуке, котрої на той час не мав і він сам, Луї XIV (що добре пам'ятав Фронду і спротив впливових аристократів) покинув Во-ле-Віконт.
Ніколя Фуке звинуватили у фінансових аферах. Відбувся арешт, конфіскація майна Фуке і його резиденції Во-ле-Віконт.
Суд ішов три роки. Але король був наполегливим і наказав замінити заслання на пожиттєве ув'язнення. Помилкою було й охолодження відносин, а потім і ворожнеча з Мазаріні. Фуке помер у в'язниці.
В історію він увійшов не скандалами й аферами, (хоча вони були в його діяльності), а меценатством і підтримкою талантів.

## Будівництво замку Во

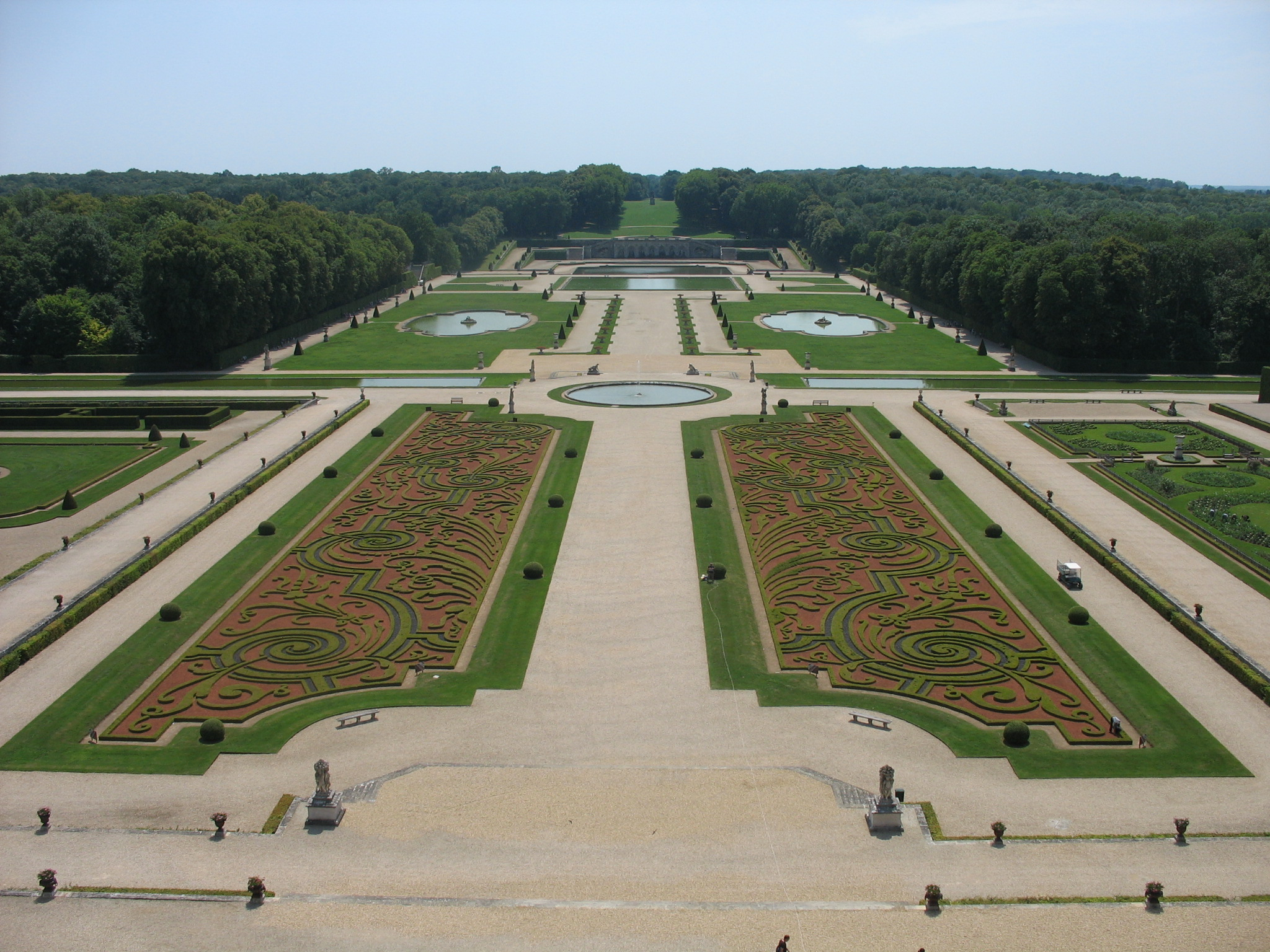
Замок Во-ле- Виконт, головна вісь парку.

Що таке «Во», не знають і самі французи. Зміст назви загубився, а слово залишилося. Фуке замовив проект палацу-замку архітектору Луї Лево (бл. 1612—1670), а парк майстрові Ленотру Андре. Показником майстерності обох було те, що їх силоміць перевели на будівництво Версаля після арешту Фуке.
1656 року будівництво замку Во закінчили. Палац мав три поверхи і відкривався на під'їздний шлях парадним двором (курдонером). Сам палац побудували на терасі, яку оточують рови з водою, як згадка про давні замки Франції. В замку Во рови з водою — лише ще одна з атракцій. Дивовижний парк розпланували поза палацом на невеличкому схилі до річки. Парк займав площу близько 100 га і переходив у мисливські угіддя. Аби нічим не псувати чисту перспективу парку, Фуке наказав переселити селище з мешканцями і змінити напрямок невеличкої річки.
Замок Во мав декілька особливостей (оздоби палацу, багату картинну галерею, рідкісні меблі й гобелени). Один з яскравих елементів замку створив садівник Андре Ленотр: це був небачений парк нового зразка, так званий французький регулярний сад.

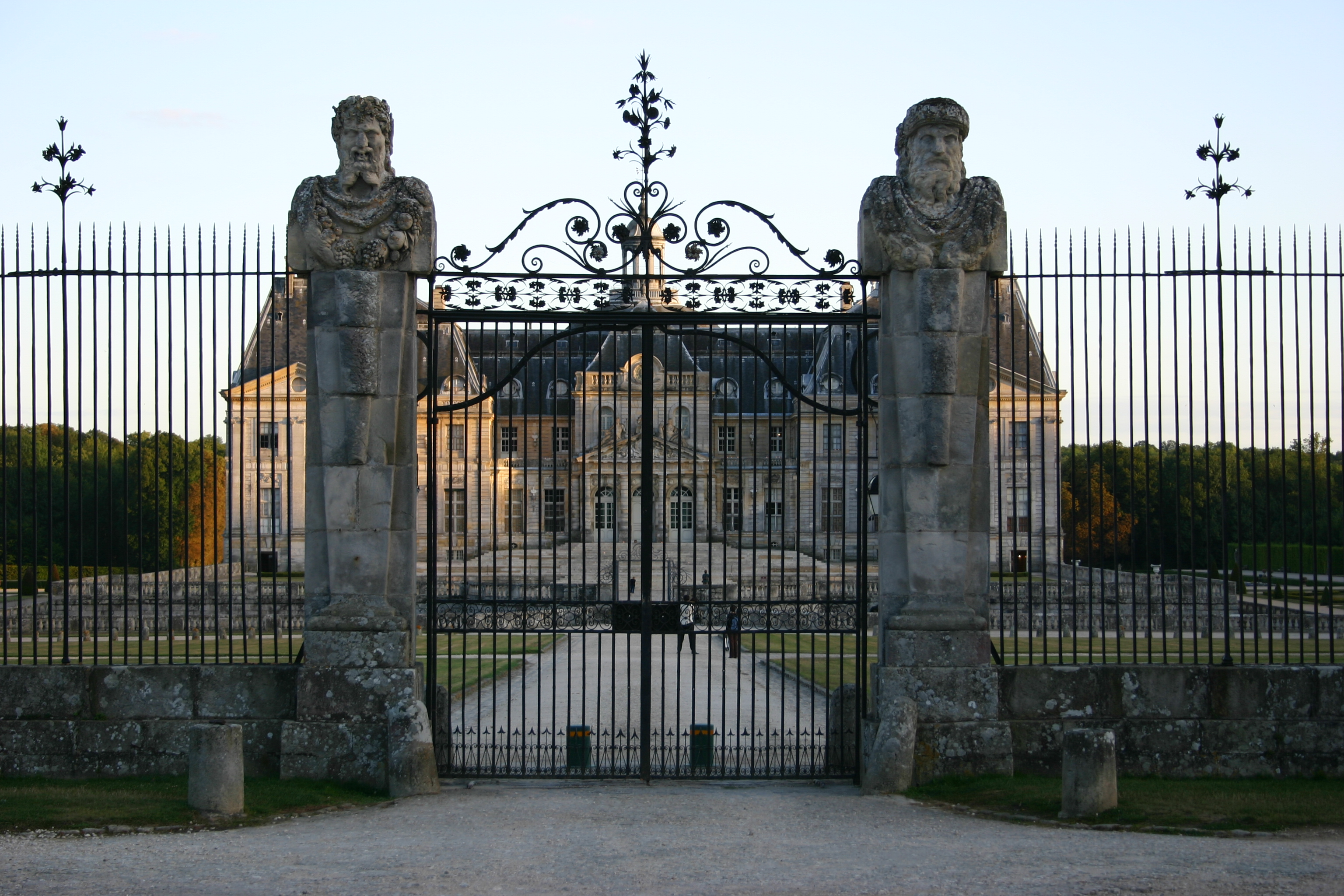
Брама в почесний двір
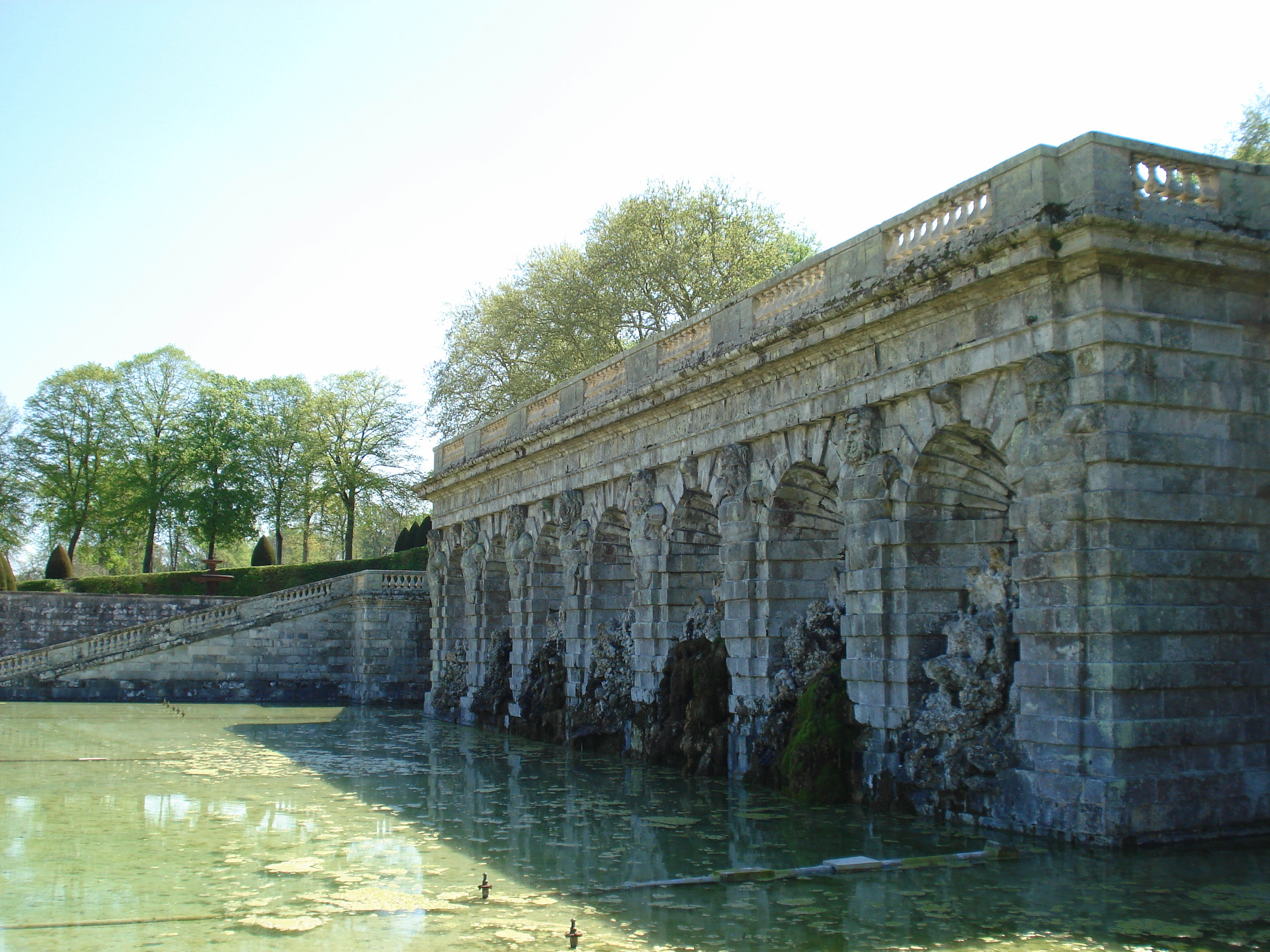
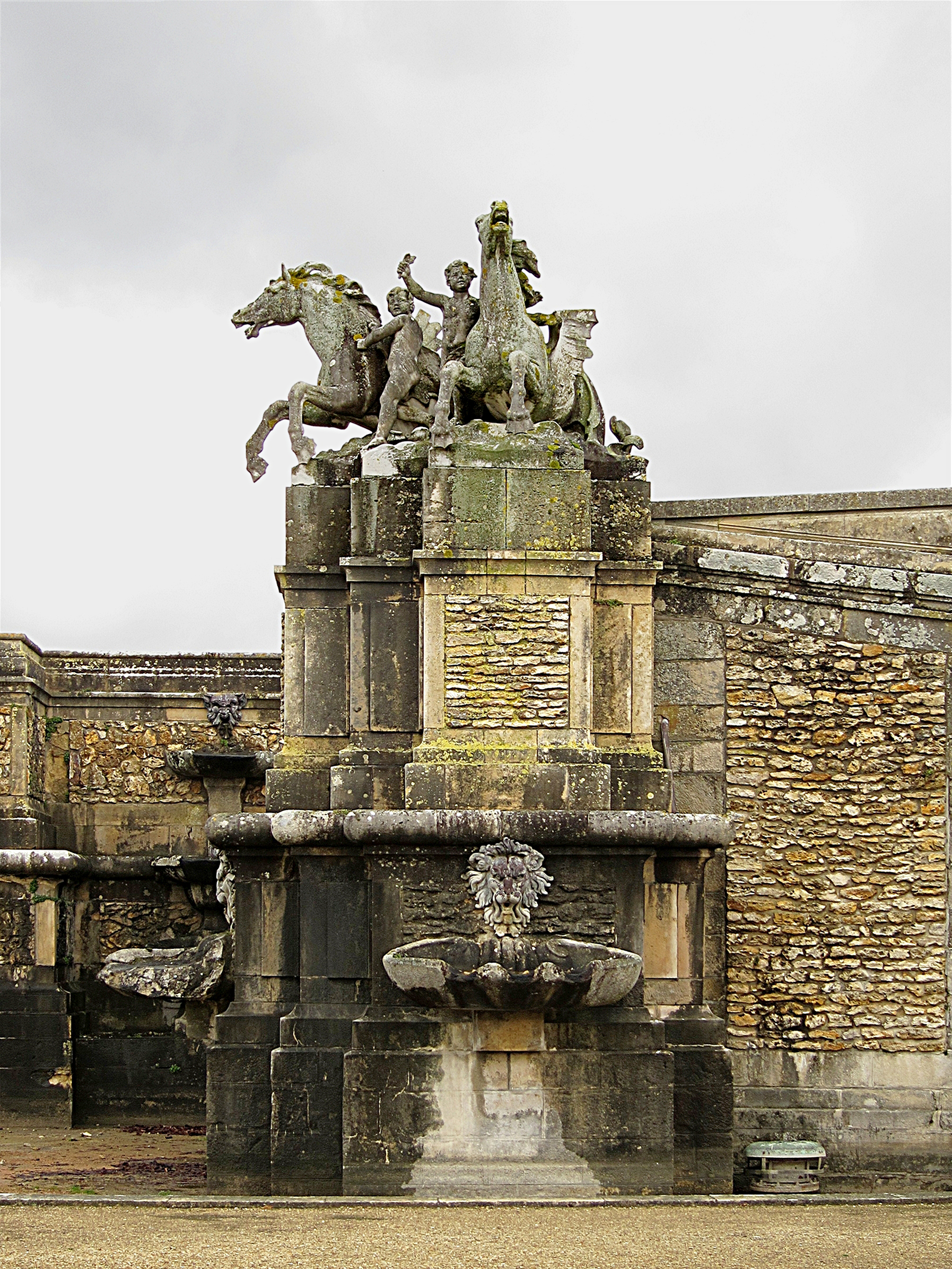
Садова скульптура
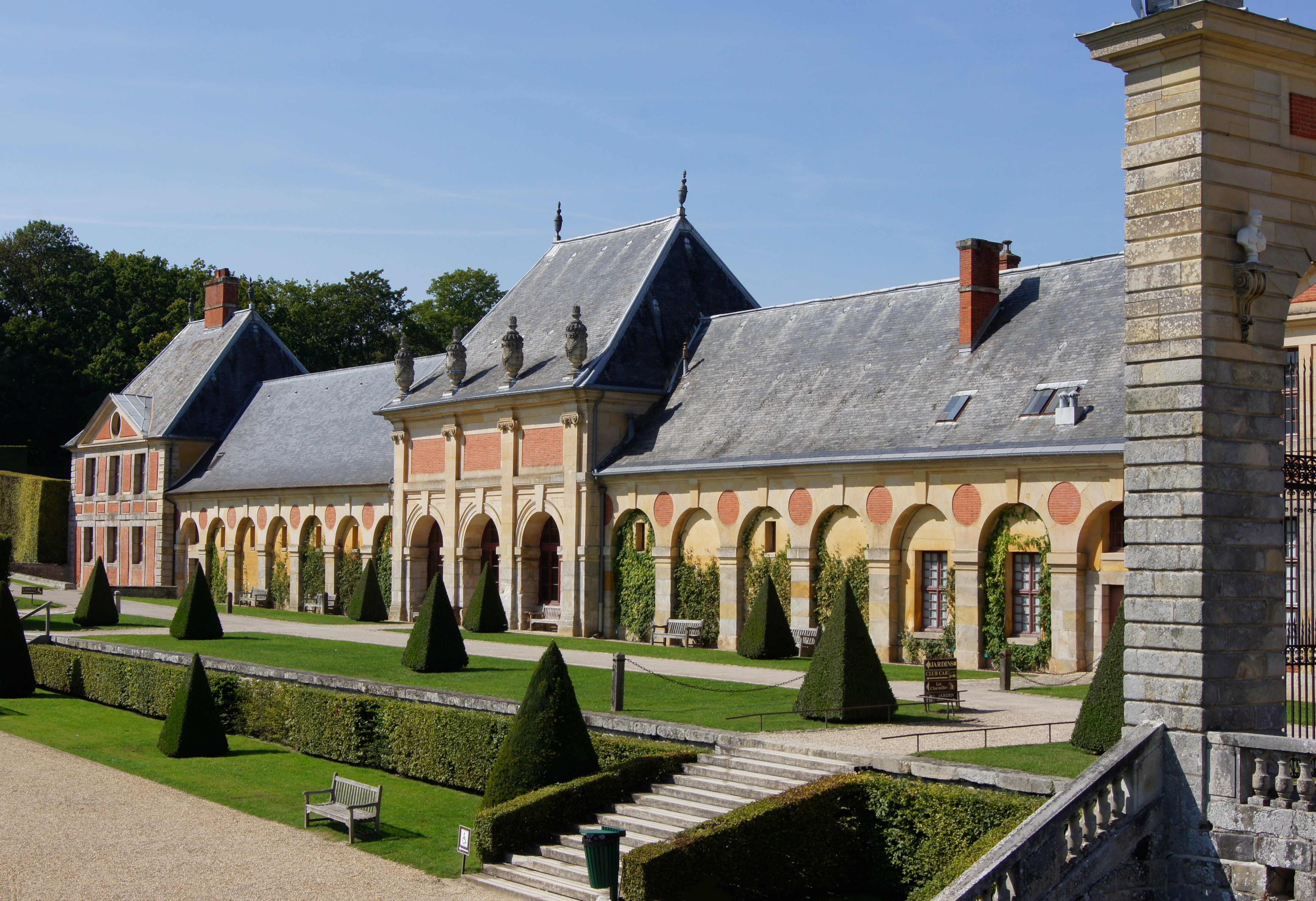
Колишні стайні

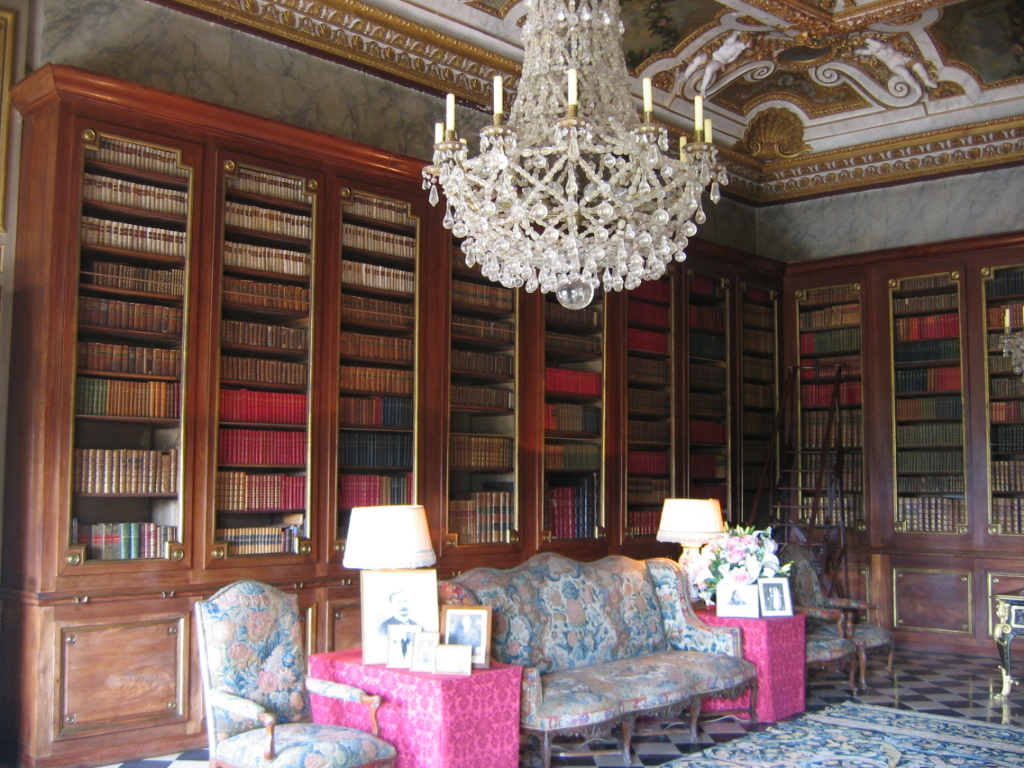
Замкова бібліотека
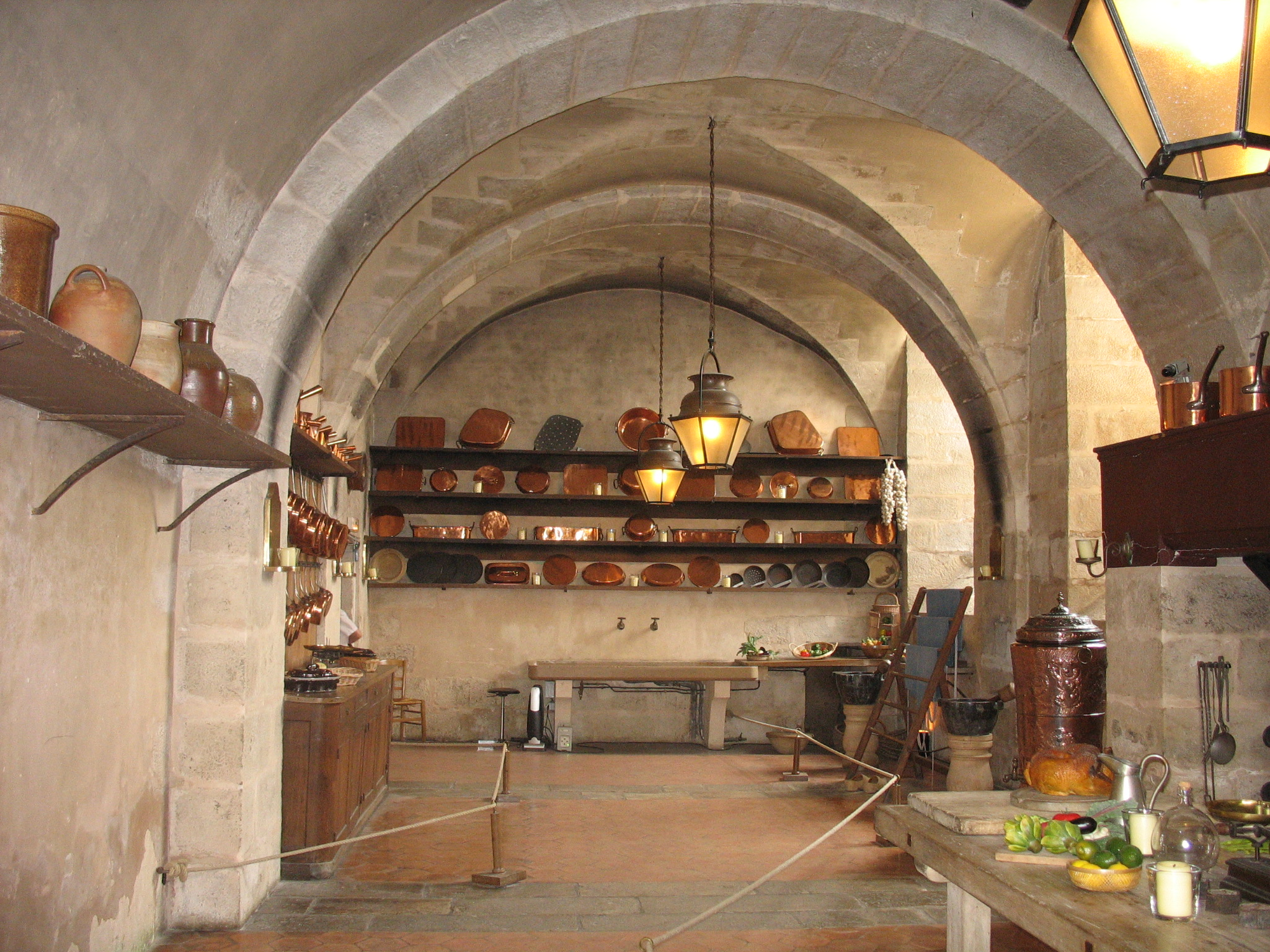
Кухня
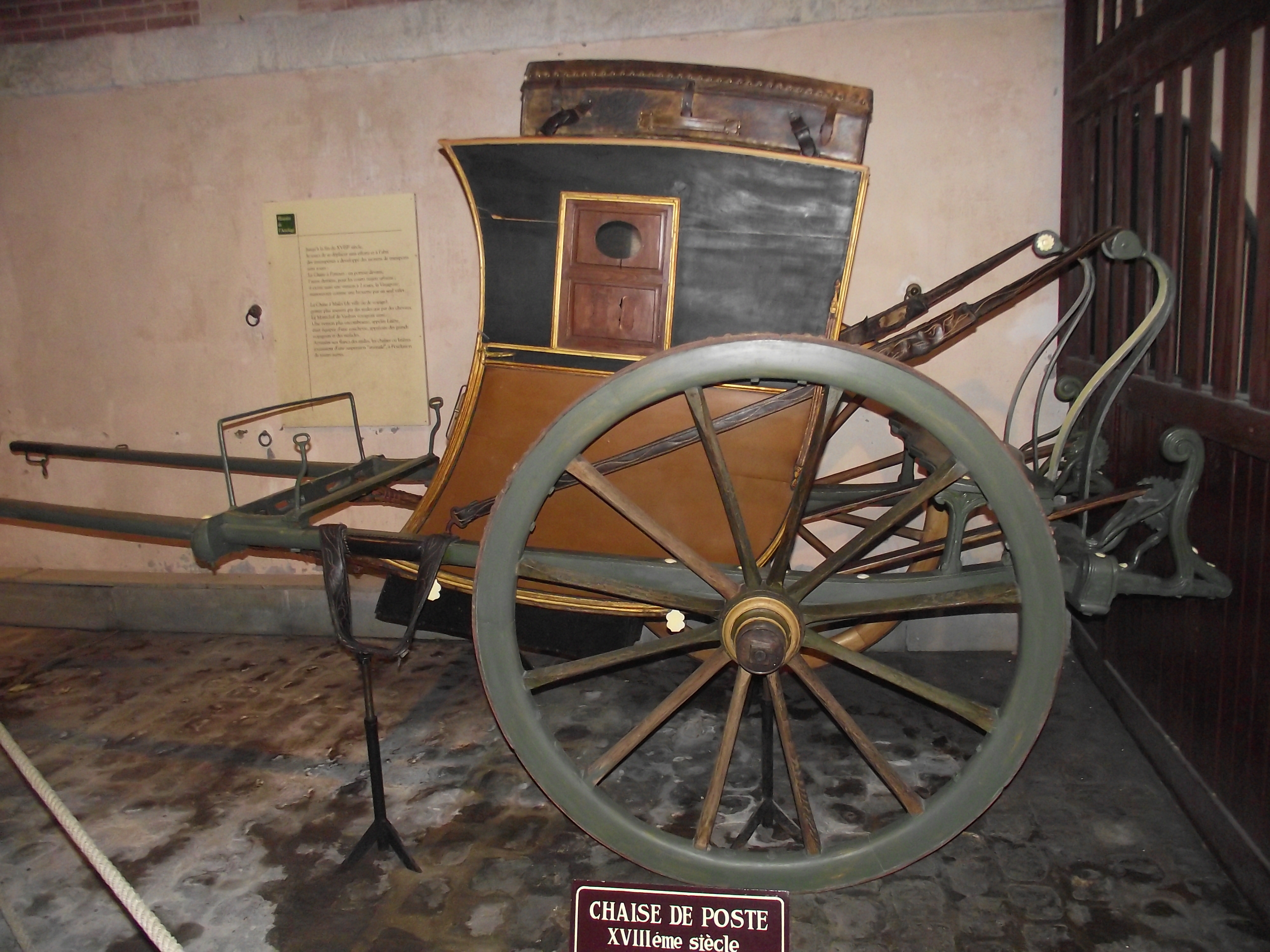
Візок XVIII століття.
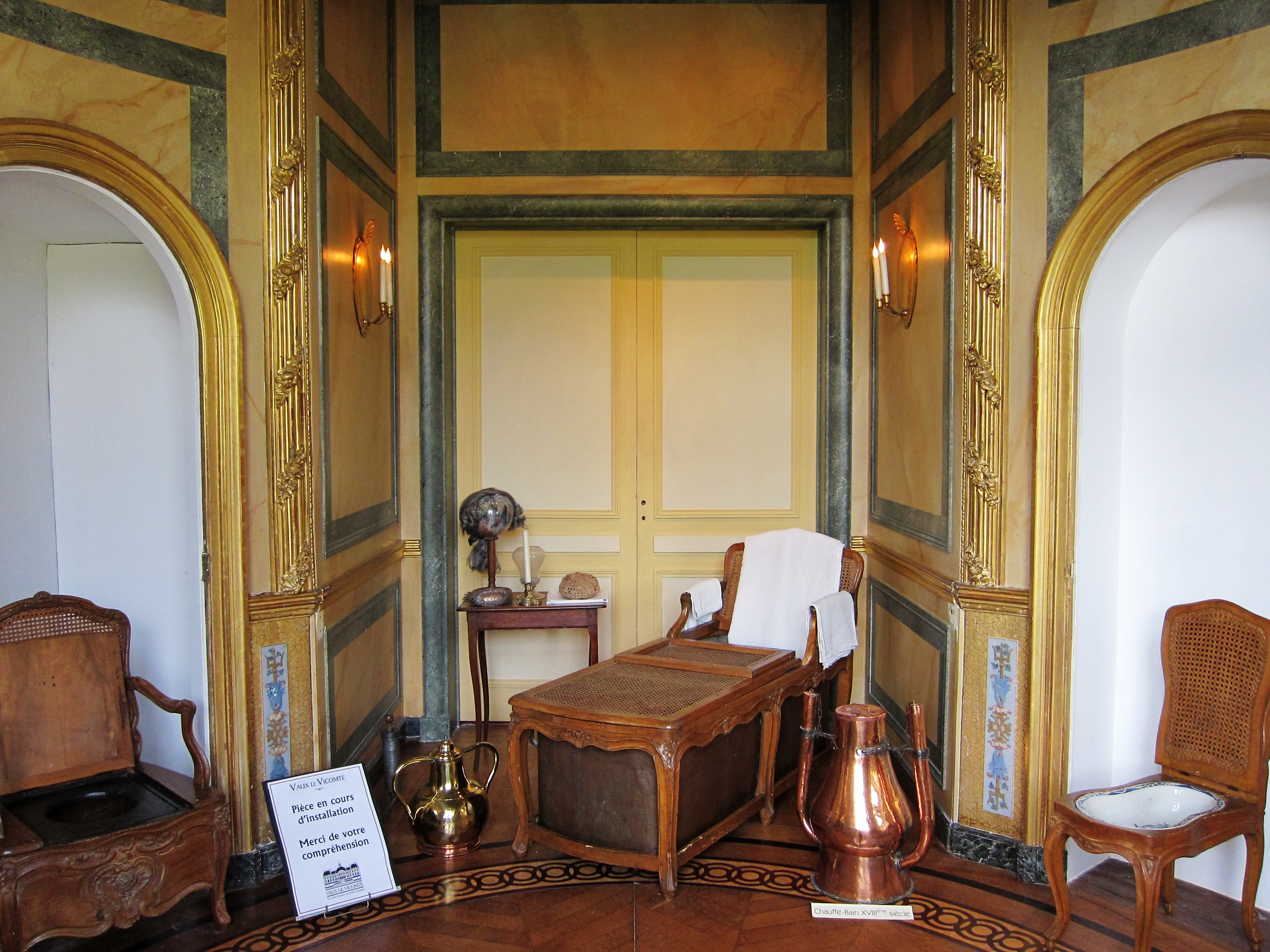
Ванна кімната

## Іконографія замку Во

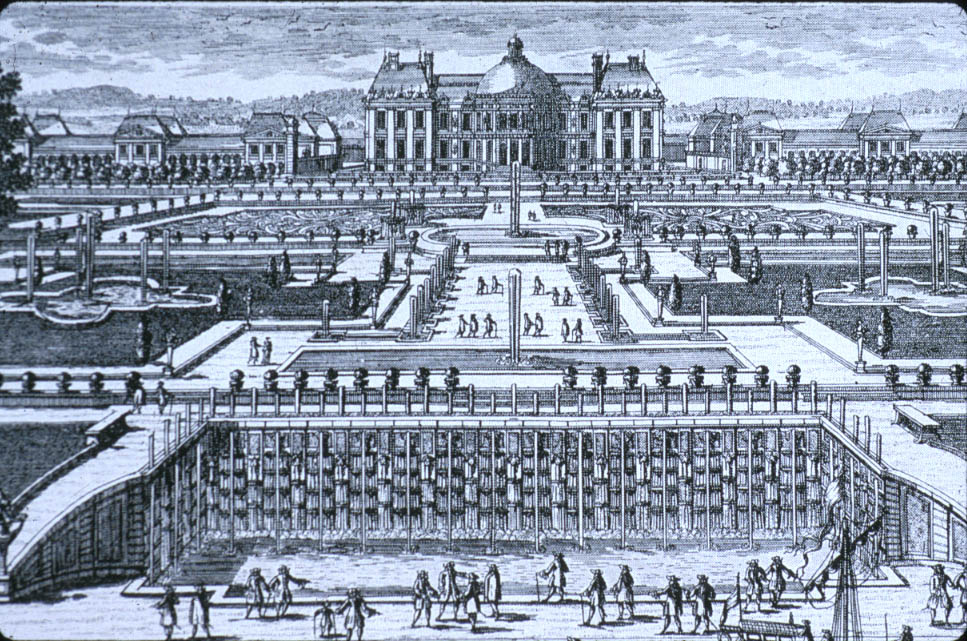
замок Во у 17 столітті, гравюра

Замку пощастило одразу після побудови стати темою багатьох гравюр. Тому ми маємо чудову можливість пізнати первинний вигляд замку і дивного парку. Гравюри XVII ст. ретельно вивчали перед виконанням реставраційних робіт у парку.

## Подальша доля. Рятівник Альфред Сом'є

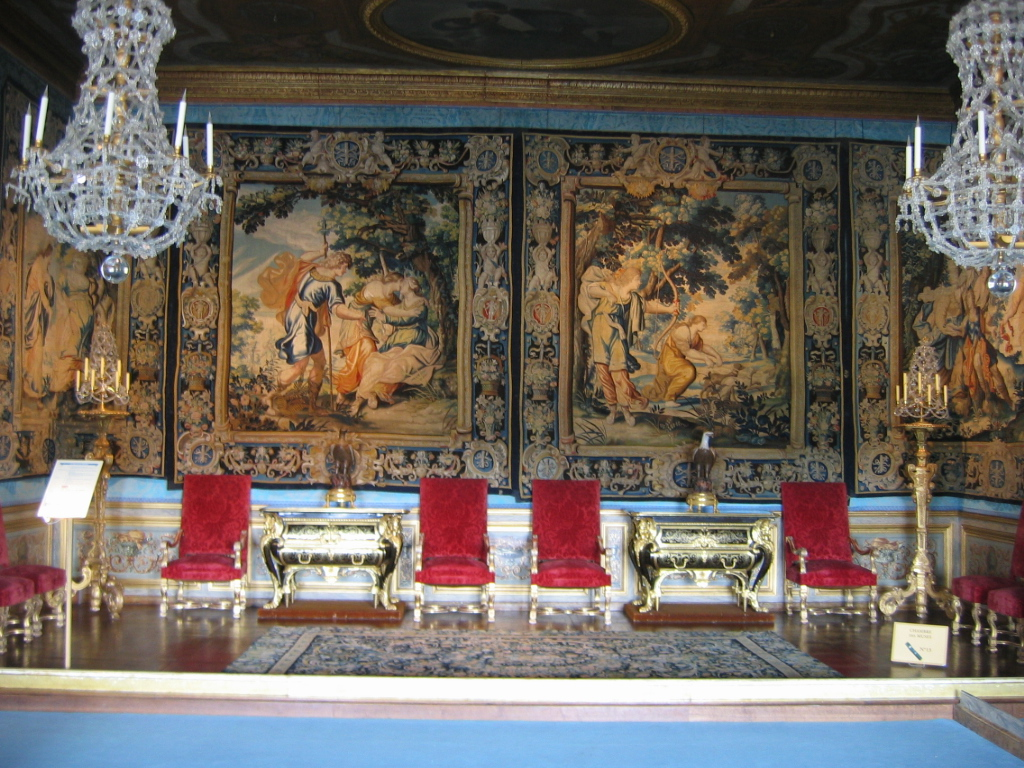
Замок Во. Зала Муз, сучасний вигляд.

Замок змінював власників, проте був збережений і дійшов до XIX століття. Останній власник з роду Шуазель планував зруйнувати палац, а сад розділити на частки і забудувати дачами. Про це дізнався цукрозаводчик-мільйонер Альфред Сом'є і викупив садибу. Замок-палац XVII ст. і дивний сад було врятовано. Родина Сом'є́ зробила все можливе для реставрації саду і замку. З 1965 року садиба Во-ле-Віконт отримала від влади Франції статус державного заповідника.